# 676 Melitta
För andra betydelser, se Melitta (olika betydelser).
676 Melitta eller 1909 FN är en asteroid i huvudbältet, som upptäcktes 16 januari 1909 av den brittiske astronomen Philibert J. Melotte vid Observatoriet i Greenwich. Namnet är en kombination av upptäckarens namn och den grekiska nymfen Melissa.
Asteroiden har en diameter på ungefär 78 kilometer och den tillhör asteroidgruppen Eos.